# Abura-sumashi
Abura-sumashi (油すまし?) es una variedad de yōkai perteneciente al folclore de Amakusa, Kumamoto. Abura significa aceite, mientras que sumashi significa presionar, apretar o exprimir, por lo que literalmente el nombre de la criatura podría traducirse como «exprimidor de aceite».

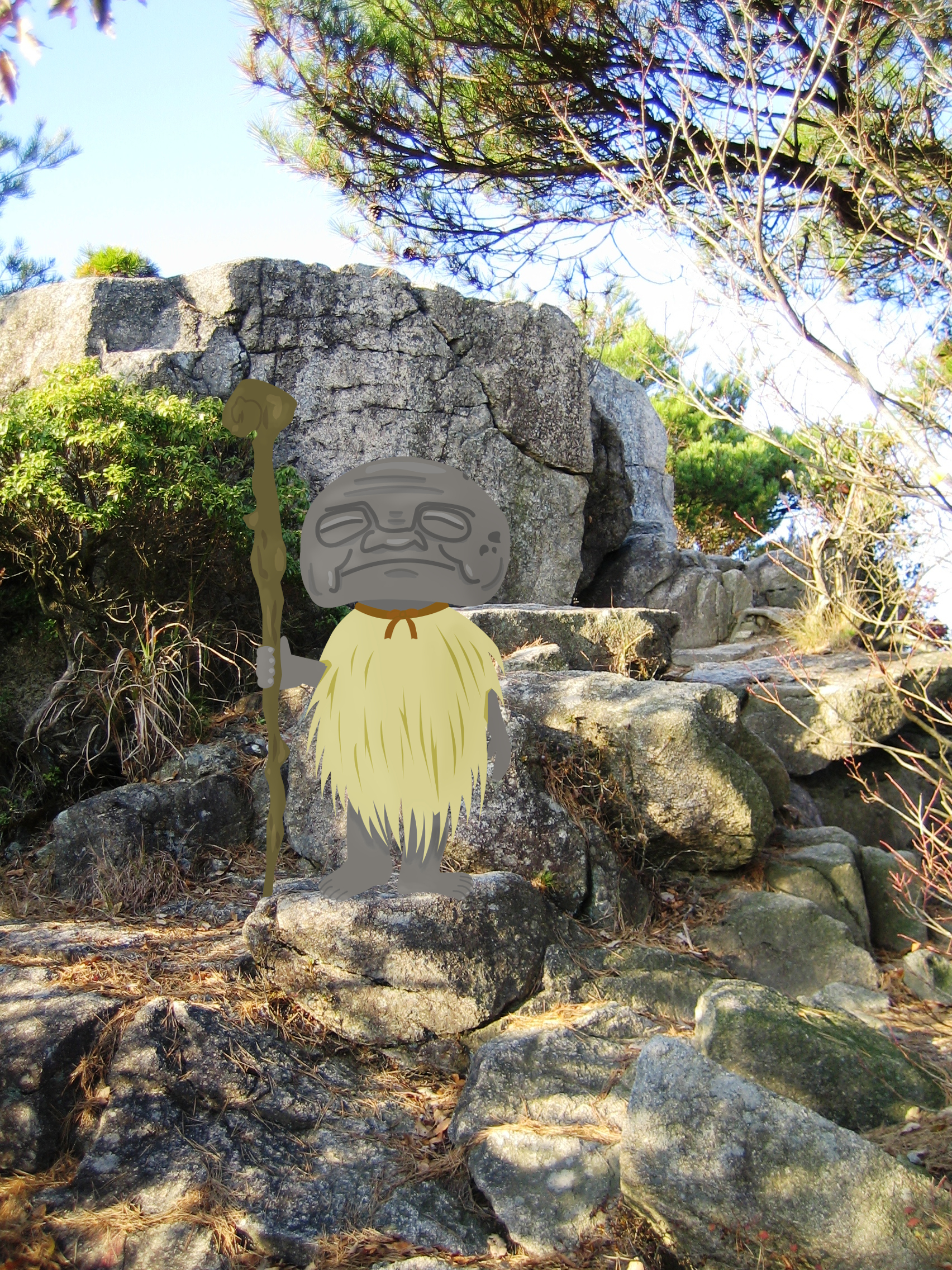
Una representación del abura-sumashi.

Este espíritu que sorprende a las personas en el paso de las montañas, se piensa que es el fantasma de un humano que robaba aceite. En los días anteriores a la electricidad, el aceite era una comodidad muy valiosa, necesaria para calentar y alumbrar una casa.
En la actualidad, el abura-sumashi es representado como una criatura que usa un abrigo de paja que le cubre el cuerpo y posee una cabeza con forma de piedra o papa. Esta apariencia está inspirada en los trabajos de arte de Shigeru Mizuki.